# دصابرهن (حديبو)

تعديل مصدري - تعديل

دصابرهن إحدى قرى مديرية حديبو التابعة لمحافظة سقطرى، بلغ تعداد سكانها 17 نسمة حسب تعداد اليمن لعام 2004.